# تپه بوقاطی
تپه بوقاطی مربوط به سده‌های اولیه دوران‌های تاریخی پس از اسلام است و در شهرستان رزن، بخش سردرود، روستای یارمجه باغ واقع شده و این اثر در تاریخ ۱۱ شهریور ۱۳۸۲ با شمارهٔ ثبت ۹۸۴۹ به‌عنوان یکی از آثار ملی ایران به ثبت رسیده است.